# Gouvernement Valcárcel IV
 Région de Murcie
Valcárcel III Valcárcel V
Le gouvernement Valcárcel IV est le gouvernement de la région de Murcie entre le 3 juillet 2007 et le 28 juin 2011, durant la VIIe législature de l'Assemblée régionale de Murcie. Il est présidé par Ramón Luis Valcárcel.

## Historique
Dirigé par le président sortant Ramón Luis Valcárcel, ce gouvernement est constitué du seul Parti populaire de la région de Murcie (PPRM). Il dispose de 64,4 % des sièges de l'Assemblée régionale de Murcie. Le gouvernement prend ses fonctions le 3 juillet 2007.
Il est formé à la suite des élections régionales du 27 mai 2007 qui voient la large victoire du Parti populaire, le faible recul du Parti socialiste de la région de Murcie-PSOE (PSRM-PSOE) et le maintien d'Izquierda Unida (IU) au parlement régional.

## Composition

### Initiale (3 juillet 2007)
- Par rapport au gouvernement Valcárcel III, les nouveaux conseillers sont indiqués en gras, ceux ayant changé d'attributions le sont en italique.

| Fonction                                                             | Titulaire | Titulaire                      | Parti |
| -------------------------------------------------------------------- | --------- | ------------------------------ | ----- |
| Président                                                            |           | Ramón Luis Valcárcel Siso      | PP    |
| Conseillère aux Finances et à l'Administration publique              |           | María Pedro Reverte García     | PP    |
| Conseiller à la Présidence                                           |           | Juan Antonio de Heras Tudela   | PP    |
| Conseillère à l'Économie, aux Entreprises et à l'Innovation          |           | Inmaculada García Martínez     | PP    |
| Conseiller à l'Agriculture et à l'Eau                                |           | Antonio Cerdá Cerdá            | PP    |
| Conseiller aux Travaux publics, au Logement et aux Transports        |           | José Ballesta Germán           | PP    |
| Conseillère à la Santé                                               |           | María Ángeles Palacios Sánchez | PP    |
| Conseiller à l'Éducation, à la Science et à la Recherche             |           | Juan Ramón Medina Precioso     | PP    |
| Conseiller à l'Emploi et à la Formation                              |           | Constantino Sotoca Carrascosa  | PP    |
| Conseiller à la Politique sociale, à la Femme et à l'Immigration     |           | Joaquín Bascuñana García       | PP    |
| Conseiller au Tourisme et à la Consommation                          |           | José Pablo Ruiz Abellán        | PP    |
| Conseiller à la Culture, à la Jeunesse et aux Sports                 |           | Pedro Alberto Cruz Sánchez     | PP    |
| Conseiller au Développement durable et à l'Aménagement du territoire |           | Benito Javier Mercader León    | PP    |

### Remaniement du26 septembre 2008
- Les nouveaux conseillers sont indiqués en gras, ceux ayant changé d'attributions en italique.

| Fonction                                                                 | Titulaire | Titulaire                      | Parti |
| ------------------------------------------------------------------------ | --------- | ------------------------------ | ----- |
| Président                                                                |           | Ramón Luis Valcárcel Siso      | PP    |
| Conseillère à la Présidence et aux Administrations publiques             |           | María Pedro Reverte García     | PP    |
| Conseillère à l'Économie et aux Finances                                 |           | Inmaculada García Martínez     | PP    |
| Conseiller à l'Agriculture et à l'Eau                                    |           | Antonio Cerdá Cerdá            | PP    |
| Conseiller à la Politique sociale, à la Femme et à l'Immigration         |           | Joaquín Bascuñana García       | PP    |
| Conseillère à la Santé et à la Consommation                              |           | María Ángeles Palacios Sánchez | PP    |
| Conseiller aux Travaux publics et à l'Aménagement du territoire          |           | José Ballesta Germán           | PP    |
| Conseiller à l'Éducation, à la Formation et à l'Emploi                   |           | Constantino Sotoca Carrascosa  | PP    |
| Conseiller à la Culture et au Tourisme                                   |           | Pedro Alberto Cruz Sánchez     | PP    |
| Conseiller à l'Enseignement supérieur, aux Entreprises et à la Recherche |           | Salvador Marín Hernández       | PP    |

### Remaniement du4 septembre 2010
- Les nouveaux conseillers sont indiqués en gras, ceux ayant changé d'attributions en italique.

| Fonction                                                                 | Titulaire | Titulaire                      | Parti |
| ------------------------------------------------------------------------ | --------- | ------------------------------ | ----- |
| Président                                                                |           | Ramón Luis Valcárcel Siso      | PP    |
| Conseillère à la Présidence et aux Administrations publiques             |           | María Pedro Reverte García     | PP    |
| Conseillère à l'Économie et aux Finances                                 |           | Inmaculada García Martínez     | PP    |
| Conseiller à l'Agriculture et à l'Eau                                    |           | Antonio Cerdá Cerdá            | PP    |
| Conseiller à la Politique sociale, à la Femme et à l'Immigration         |           | Joaquín Bascuñana García       | PP    |
| Conseillère à la Santé et à la Consommation                              |           | María Ángeles Palacios Sánchez | PP    |
| Conseiller aux Travaux publics et à l'Aménagement du territoire          |           | José Ballesta Germán           | PP    |
| Conseiller à l'Éducation, à la Formation et à l'Emploi                   |           | Constantino Sotoca Carrascosa  | PP    |
| Conseiller à la Culture et au Tourisme                                   |           | Pedro Alberto Cruz Sánchez     | PP    |
| Conseiller à l'Enseignement supérieur, aux Entreprises et à la Recherche |           | Salvador Marín Hernández       | PP    |
| Conseiller à la Justice et à la Sécurité citoyenne                       |           | Manuel Campos Sánchez          | Sans  |